# Lijst van bisschoppen van Sint-Omaars
Dit artikel geeft een overzicht van de proosten van het Onze-Lieve-Vrouwekapittel van Sint-Omaars en van de bisschoppen van het bisdom Sint-Omaars.

## Proosten
Het beginjaar van de ambtstermijn is aangegeven maar niet het eindjaar, tenzij dat verschilt van het beginjaar van de opvolger.
- Odgrin, 839
- Morus, 843
- Herric, 891
- Boudewijn I, 1013
- Helecin, 1015
- Boudewijn II, 1040
- Arnold I, 1075
- Gerard I, 1083
- Otger I, 1084
- Arnold II, 1091
- Otger II, 1110
- Gerard II 1130
- Pierre I, ca. 1160
- Robert I, ca. 1170
- Gerard II van Vlaanderen, ca. 1180-ca. 1187
- Pierre II, 1230
- Pierre III, 1236
- Jan I van Blois, 1256
- Arnold III, 1264-1289
- Matthieu de Columna, 1290
- Nicolas Capochie, 1336
- Étienne de Colonne, 1350-1378
- Charles de Poitiers, 1387
- Jean II de Poitiers, 1387
- Thierry de Matroloy, 1390
- Pierre IV Trousseau, 1392
- Hugo de Cayeux, 1409
- Quentin Menart, 1426
- Simon van Luxemburg 1438-ca. 1475
- Jean III de Bourgone, 1480
- François de Melun, 1499
- Eustache de Croÿ, 1521
- Robert II de Croÿ, 1538
- Oudart de Bersacques 1539-1557

## Bisschoppen
Na de diocesane herindeling door Super Universas (1559) werd Guillaume de Poitiers aangesteld tot eerste bisschop, maar hij heeft dit niet aanvaard.
- Gérard de Hamericourt, 1563-1577
- Jean I Six, 1581-1586
- Jacques I van Pamele, 1587 (niet effectief geworden)
- Jean II de Vernois, 1591-1599
- Jacques II Blaze, 1600-1618
- Paul Boudot, 1618-1627 (later bisschop van Arras)
- Pierre Paunet, 1628-1631
- Christophe de Morlet, 1632-1633
- Christophe de France, 1635-1656
- Ladislas Jonnart, 1662-1671 (later aartsbisschop van Kamerijk)
- Jacques-Théodore de Bryas, 1672-1675 (later aartsbisschop van Kamerijk)
- Jean-Charles de Longueval, 1675-1676
- Pierre van den Perre, 1677
- Armand-Anne-Tristan de La Baume de Suze, 1677-1784
- Louis-Alphonse de Valbelle, 1684-1708 (voorheen bisschop van Alet)
- François de Valbelle de Tourves, 1708-1727
- Joseph-Alphonse de Valbelle de Tourves, 1727-1754
- Pierre-Joseph de Brunes de Monlouet, 1754-1765 (voorheen vicaris in Dol)
- Louis-François-Marc-Hilaire de Conzié, 1766-1769 (daarna bisschop van Aire)
- Joachim-François-Mamert de Conzié, 1769-1775 (later aartsbisschop van Tours)
- Jean-Auguste de Chastenet de Puységur, 1775-1778 (later bisschop van Carcassonne)
- Alexandre-Joseph-Alexis de Bruyère de Chalabre, 1778-1790

Door de Franse Revolutie werd Sint-Omaars de bisschopszetel van het departement Pas-de-Calais.
- Pierre Porion, 1791-1793 (constitutioneel bisschop van Pas-de-Calais tot zijn "ontpriestering")
- Mathieu Asselin, 1797-1802 (constitutioneel bisschop van Pas-de-Calais)

Daarna werd de bisschopszetel van Sint-Omaars opgeheven en werd de kerk bestuurd door dekens.